# Битва при Мурджахети
Битва при Мурджахети — битва между армиями Имеретинского царства и Самцхе-Саатабаго, произошедшая 12 августа 1535 года у села Мурджахети близ города Ахалкалаки.

## Предыстория
Во время правления Кваркваре III персидское влияние в Самцхе-Саатабаго росло с каждым днём. Из-за этого османы сильно нанесли ущерб стране, особенно её юго-западному региону. Месхетинские правители осознали, что под властью Кваркваре Самцхе может попасть в руки врага. Поэтому они заключили союз с имеретинским царём Багратом III и картлийским царём Луарсабом I, чтобы положить конец правлению Кваркваре и защитить Самцхе от мусульманских империй (османов и Сефевидов).

## Ход битвы
12 августа 1535 году имеретинский царь Баграт III при поддержке гурийского князя Ростома Гуриели и мегрельских войск вторгся в Самцхе. Армия самцхийского атабега Кваркваре III была разгромлена, а сам он был взят в плен гурийским обер-шенком Исаком Артуладзе, а зетем доставлен Баграту. Таким образом, Самцхе-Саатабаго было присоединено к Имеретии. Кваркваре умер в тюрьме, а Ростом Гуриели получил в награду Аджарию и Лазети.

## Последствия

Карта Имеретинского царства после битвы при Мурджахети

Несколько лет спустя младший сын Кваркваре Кайхосро II попросил османов изгнать имеретинские и картлийские войска из Самцхе. Османы согласились и начали крупное вторжение: Баграт и Ростом одержали победу в битве при Карагаке в 1543 году, но в 1545 году потерпели решительное поражение в битве при Сохоисте, в которой был убит сын Ростома Кайхосро. А Самцхе стал вассалом Османской империи.